# Vojno groblje
Vojničko groblje je groblje ili grobnica gdje su pokopani posmrtni ostatci palih vojnika tijekom rata. Ne nalaze se uvijek na samom mjestu vojnog sukoba. Neka se nalaze kao odvojena pogrebna mjesta u civilnim grobljima. Često se grobovi vojnika nalaze u blizini ratnih logora ili bolnica.
Vojničko groblje ima poseban status zaštite Ženevskih konvencija prema dodatnom protokolu od 8. lipnja 1977.
Razlika između vojničkih groblja i onih civilnih je ujednačenost grobova. Sastoji se uglavnom od grobova mladih ljudi iz nekoliko vojnih postrojbi, koji su izgubili život u kratkom razdoblju.
Poslijeratna jugoslavenska vlast je 6. srpnja 1945. službeno naredila uništavanje hrvatskih, njemačkih, talijanskih i drugih vojničkih groblja. Vanjska obilježja i spomenici sravnjeni su sa zemljom.

## Galerija
- Colleville-sur-Mer
- "Division militaire" na Pariškom groblju Thiais